# 冰川翠雀花
冰川翠雀花（学名：Delphinium glaciale）是毛茛科翠雀属的植物。分布在不丹、印度锡金、尼泊尔以及中国大陆的西藏等地，生长于海拔4,900米的地区，多生在石砾山坡，目前尚未由人工引种栽培。